# Pseudencyrtus cecidomyiae
Pseudencyrtus cecidomyiae är en stekelart som först beskrevs av Howard 1885.  Pseudencyrtus cecidomyiae ingår i släktet Pseudencyrtus och familjen sköldlussteklar. Inga underarter finns listade i Catalogue of Life.